# İlhan Aran
İlhan Aran (* 1935 in İzmit, Provinz Kocaeli) ist ein ehemaliger türkischer Konteradmiral, der zwischen 1984 und 1986 Oberkommandierender der Küstenwache (Türk Sahil Güvenlik Komutanlığı) war.

## Leben
Aran absolvierte nach dem Schulbesuch eine Offiziersausbildung an der Marineschule (Deniz Harp Okulu), die er 1955 abschloss. Im Anschluss fand er Verwendung als Seeoffizier auf verschiedenen Schiffen sowie Kommandostellen der Marine (Türk Deniz Kuvvetleri). Nach dem Abschluss der Marineakademie (Deniz Harp Akademisi) war er zwischen 1967 und 1969 Kommandant des Küsten-Minensuchbootes TCG Seddülbahir (M-260) und danach von 1970 bis 1971 Kommandant des Patrouillenbootes TCG Sultanhisar (P-111). Danach fungierte er zwischen dem 15. Mai 1971 und dem 16. August 1971 kurzzeitig als Kommandant der TCG Akhisar sowie von 1971 bis 1973 als Kommandant des Fletcher-Klasse-Zerstörers TCG İzmir (D 341), der im Anschluss am 1. Februar 1973 außer Dienst gestellt wurde.
Nach einer Verwendung von 1974 bis 1976 als Nachrichtendienstoffizier im Hauptquartier der Alliierten Streitkräfte der NATO in Südeuropa AFSOUTH (Allied Forces Southern Europe) war er zwischen 1976 und 1978 Kommodore der III. Zerstörer-Flottille (3. Muhrip Filotillası Komodorluğu) sowie von 1978 bis 1979 Stabsoffizier für strategische Programmplanung in der Planungsabteilung im Oberkommando der Marine, ehe er zwischen 1979 und 1980 Leiter der Nachrichtendienst-Abteilung im Oberkommando der Marine war.
Nach seiner Beförderung zum Flottillenadmiral (Tuğamiral) am 30. August 1980 wurde Aran von 1980 bis 1981 zunächst Kommandeur der in Mersin stationierten Marineverbände im Mittelmeer (Akdeniz Bölge Komutanlığı) und anschließend als Nachfolger von Flottillenadmiral Mustafa Turunçoğlu zwischen 1981 und 1983 Kommandant der Marineschule, ehe er von 1983 bis 1984 Kommandeur der Marineverbände im Ägäischen Meer (Ege Deniz Bölge Komutanlığı) war.
Am 30. August 1984 wurde Aran zum Konteradmiral befördert. Bereits hatte er am 24. August 1982 als Nachfolger von Konteradmiral Mustafa Turunçoğlu den Posten des Oberkommandierenden der Küstenwache (Sahil Güvenlik Komutanlığı) übernommen und behielt diesen bis zu seiner Ablösung durch Konteradmiral Çetin Ersarı am 13. August 1986. Er selbst war daraufhin zwischen 1986 und 1987 Kommandeur der Marineverbände im Bosporus (İstanbul Boğaz Komutanlığı) auf dem Marinestützpunkt Anadolu Kavağı und von 1987 bis 1988 Kommandeur des Schnellbootgeschwaders (Hücumbot Filosu Komutanlığı). Am 30. August 1988 trat Aran mit 53 Jahren vorzeitig in den Ruhestand.
Aran, der mit Gülten Aran verheiratet und Vater zweier Kinder ist, spricht neben Türkisch auch Englisch.